# Гидрокарбонат магния
Гидрокарбона́т ма́гния — неорганическое соединение,
кислая соль магния и угольной кислоты с формулой Mg(HCO3)2,
существует только в водных растворах.

## Получение
- Пропускание углекислого газа через суспензию карбоната магния:

{\displaystyle {\mathsf {MgCO_{3}+CO_{2}+H_{2}O\ {\xrightarrow {}}\ Mg(HCO_{3})_{2}}}}
- При добавлении к растворимым солям магния карбоната аммония:

{\displaystyle {\mathsf {5MgCl_{2}+5(NH_{4})_{2}CO_{3}+2H_{2}O\ {\xrightarrow {}}\ Mg(OH)_{2}\cdot 3MgCO_{3}\downarrow +10NH_{4}Cl+Mg(HCO_{3})_{2}}}}

## Физические свойства
Гидрокарбонат магния существует только в водных растворах.
Наличие гидрокарбоната магния в воде обуславливает её временную жёсткость.

## Химические свойства
- При концентрировании раствора гидрокарбонат магния разлагается:

{\displaystyle {\mathsf {Mg(HCO_{3})_{2}\ {\xrightarrow {}}\ MgCO_{3}+CO_{2}\uparrow +H_{2}O}}}